# 암묵적 기억
암묵적 기억(暗默 記憶, implicit memory) 또는 비서술 기억(non-declarative memory) 또는 내현 기억은 과거의 경험이 도움을 주는지 의식하지 못한 상태에서 그 경험들이 현재 행동을 수행하는데 있어 도움을 주는 기억을 말한다. 비서술 기억은 한 대상이 무의식 속에서 준비되었을 때 특정 실험 과제의 수행 결과가 개선되는 점을 측정하는 과정인 프라이밍(priming)으로 잘 설명될 수 있다. 매일 사람들은 절차 기억의 형태로 비서술 기억에 의지하며 산다. 절차 기억은 어떻게 신발 끈을 묶거나 자전거를 타는지 지속적으로 이 활동들에 대하여 생각하지 않고서도 기억할 수 있게 해준다.
암묵적 기억에는 절차 기억(procedural memory)과 정서 기억(emotional memory)이 있다.
암묵 지식(tacit knowledge)과는 비슷하지만 다르다.
명시적 기억(explicit memory) 또는 외현 기억 또는 서술 기억(declarative memory) 또는 선언적 기억의 반대말이다.

## 증거와 최근 연구
비서술 기억과 관련한 발전된 연구는 겨우 10년 전쯤 시작되었다. 많은 연구들은 프라이밍으로 알려져 있는 비서술 기억의 효과에 대해 초점을 맞추었다. 몇 연구는 비서술 기억 자체의 존재를 확인하기 위한 실험도 하였다. 한 연구에서는 피실험자에게 몇 가지 노래를 들려주고 이 노래가 익숙한지 아닌지를 결정하라고 하였다. 절반의 피실험자에게는 친숙한 아메리칸 포크송을 들려 주었고 다른 절반의 피실험자에게는 첫 번째 그룹과 같은 노래이지만 개사를 하여 들려주었다. 그 결과 비록 같은 음의 노래를 들려주었지만 첫 번째 그룹의 피실험자들이 그 노래에 대한 기억을 상기하는 비율이 높았다. 이 연구는 사람들이 그들의 기억 중에서도 잠재적으로 연결을 만든다는 것을 보여준다. 기억 연구들은 연상 기억 또는 다른 두 독립체간의 기억 형성, 뇌 안에서 함께 연결되는 기억 등에 관심을 기울인다. 따라서 이 연구는 사람들은 잠재적으로 나중에는 분리할 수 없는 노래의 음과 가사의 강한 연상 연결을 만든다고 보고했다.

## 발달
실질적인 증거들은 신생아들은 비서술 기억만 가능하다고 제시한다. 왜냐하면 그들은 의도적으로 기존에 있던 기억으로부터 지식을 사용하는 것이 불가능하기 때문이다. 그 후 성장하면서 의도적으로 비서술 기억 또는 서술 기억으로부터 기억을 해내는 것이 가능해진다. 그러나 기억상실증 환자들은 보통 기억 발달에 있어서 예외이지만 프라이밍(priming)이 이뤄진 상태에서는 어느 정도까지 발달이 가능하다. 절차 기억은 특정한 자극에 대하여 자동 반응에 기반을 두고있기 때문에 기억상실증 환자들은 행동을 습관적으로 했을 때 영향을 받지 않는다.

## 고전적 조건화
생체가 특정 자극에 대해서만 생득적 반사 반응을 나타내도록 만드는 방법으로 특정 자극으로 유발되는 반응에 선행하여 새로운 자극을 반복함으로써, 새로운 자극이 생득적 반사 반응을 유발하도록 유도하는 고전적 조건화는 점화효과(priming effect)의 맥락에서 비서술적 기억으로 분류될수있다.

## 같이 보기
- 암묵적 지식(tacit knowledge)
- 자동적 사고